# Hidasrákosd
Hidasrákosd (németül: Kroisegg) Árokszállás  településrésze Ausztriában Burgenland tartományban a Felsőőri járásban.

## Fekvése
Pinkafőtől 7 km-re nyugatra a régi magyar határ mellett a Kroisbach-patak partján fekszik. Határa erdőben rendkívül gazdag,

## Története
A régészeti leletek tanúsága szerint területén már a kőkorszakban is éltek emberek. Később a bronz, majd a vaskorban is folyamatosan lakott volt. A Wechsel-hegység lábánál a római korban is állt település, melyre a határában található „római híd” emlékeztet.
A mai települést 1388-ban említik először, amikor a Kanizsai család zálogbirtoka lett. 1445-től III. Frigyes német-római császár zálogbirtoka, de 1459-ben Hunyadi Mátyás visszafoglalta. 1490 és 1644 között ismét Ausztriához tartozott. 1517-ben a pinkafői uradalommal együtt a Königsberger család szerezte meg. 1529-ben és 1532-ben a török rombolta le. 1644-ben gróf Batthyány Ádám vásárolta meg és később is a család birtoka maradt.
Vas vármegye monográfiája szerint "Rákosd, határszéli község Alsó-Ausztria felé, 48 házzal és 329 r. kath. és ág. ev. vallású, németajkú lakossal. Postája és távírója Pinkafő. Lakosai a fazsindely- és sajtárkészitést mint jövedelmező házi-ipart űzik."
1910-ben 303, túlnyomórészt német lakosa volt. A trianoni békeszerződésig Vas vármegye Felsőőri járásához tartozott. 1921-ben Ausztria Burgenland tartományának része lett. 1971-ben a szomszédos Árokszálláshoz csatolták. Ma mintegy 280 lakosa van.

## Nevezetességei
- A pinkafői határában található „római híd” („Römerbrücke”).
- Kápolnája.

## Külső hivatkozások
- Hidasrákosd a dél-burgenlandi települések honlapján